# Канада на Летњим олимпијским играма 1900.
Канада је учествовала на Летњим олимпијским играма одржаним 1900. године у Паризу, Француска. То су биле прве Игре на којима су учествовали канадски спортисти. Учествовала су само два такмичара, иако су Канађани касније били нација са већим бројем учесника. Канадских олимпијаца су били Џорџ Ортон и Роналд Џ. Макдоналд, који су се такмичили у атлетици. Ортон је први Канађанин који је освојио олимпијску медаљу. Победио је у трци на Атлетика на Летњим олимпијским играма 1900. — 2.500 метара препреке за мушкарце. Касније је завршио трећи на 400 м препоне и био пети у4.000 метара са препрекама. 

## Освајачи медаља
Са једном златном и једном бронзаном медаљом, Канада се у укупном скору пласирала на тринаесту позицију по броју освојених медаља.

### Злато
- Џорџ Ортон - Атлетика, 2.500 метара препреке

### Бронза
- Џорџ Ортон - Атлетика, 400 метара препоне

## Резултати по дисциплинама

### Мушкарци
| Атлетичар           | Дисциплина       | Група    | Група | Полуфинале | Полуфинале | Финале    | Финале |
| Атлетичар           | Дисциплина       | Резултат | Место | Резултат   | Место      | Резултат  | Место  |
| ------------------- | ---------------- | -------- | ----- | ---------- | ---------- | --------- | ------ |
| Џорџ Ортон          | 400 м препоне    |          |       | 7:34,4     | 7:34,4     | 7:34,4    |        |
| Џорџ Ортон          | 2.500 м препреке |          |       |            |            | 7:34,4    |        |
| Џорџ Ортон          | 4.000 м          |          |       |            |            | непознато | 5      |
| Роналд Џ. Макдоналд | маратон          |          |       |            |            | непознато | 6-7    |